# Робин Гуд в изгнании
«Робин Гуд в изгнании» (фр. Robin Hood le proscrit) — историко-приключенческий роман французского писателя Александра Дюма-отца, впервые опубликованный в 1873 году, продолжение романа «Робин Гуд — король разбойников». Создан на основе книги Пирса Игана-младшего.

## Сюжет и история текста
Действие романа происходит в средневековой Англии. Её главный герой — легендарный разбойник Робин Гуд, который обрёл популярность во Франции (как и в остальной Европе) благодаря роману Вальтера Скотта «Айвенго». В книге «Робин Гуд — король разбойников» рассказывается о происхождении и ранних годах жизни персонажа, а в романе «Робин Гуд в изгнании» — о его борьбе с шерифом Ноттингемским и гибели.
Книга была впервые опубликована уже после смерти Дюма, в 1873 году. Как и предыдущая часть цикла, она представляет собой адаптированный перевод романа Пирса Игана-младшего «Робин Гуд и Маленький Джон, или Весёлые люди из Шервудского леса». Возможно, Дюма вообще не участвовал в работе над книгой, согласившись только поставить под ней свою подпись. Многие исследователи называют настоящим автором Мари де Фернан, секретаря и любовницу Дюма, подписывавшуюся именем Виктор Персеваль (именно она подготовила в 1862 году перевод романа Скотта «Айвенго», который издатель приписал Дюма).